# 齐振伟
齐振伟（1955年—），辽宁辽阳人，汉族，中华人民共和国政治人物、第十二届全国人民代表大会湖南地区代表。
毕业于国防科学技术大学航空宇航科学与技术专业。加入中国共产党。2013年，担任全国人大代表。